# Magnus Algotsson den yngre
Magnus Algotsson dy var av Algotssönernas ätt och son till Algot Magnusson och Mekthild Lydersdotter
Han nämns 18 juli 1350 och ännu 1361 som kanik i Skara. 
Han ägde gods i Kållands härad, där han 1361 gav jord åt Senäte kyrka som ersättning för faderns förstörelse av prästgårdens egendom. Han gav också jord till Vartofta härad i Västergötland, samt till Göstrings härad i Östergötland.
Han levde ännu 21 januari 1371.
Varken hustru eller barn kända.
Hans sigill: Jungfru Maria sittande med Jesusbarnet, därunder en sköld med ett griphuvud.